# 柳州西站
柳州西站是黔桂铁路、衡柳铁路和鹧柳环线的一个中间站，位于广西壮族自治区柳州市柳南区潭西街道磨太路中。车站由中国铁路南宁局集团柳州车站管辖，为四等中间站。
作为衡柳铁路工程的一部分，车站于2012年12月29日投入使用。车站是衡柳铁路以及湘桂铁路绕行线进入柳州铁路枢纽的接轨站，分担了柳北旧线的压力。在衡柳铁路试运营期间，部分联调联试列车以柳州西站为终点。
2021年原鹧柳环线进行复线改造，包括鹧鸪江站至青茅站增建二线以及青茅站至柳州西站区间增建三、四线。车站于2023年12月实施站改工程，新建2条股道。站改完成后衡柳铁路柳州枢纽实现客货分离。

## 车站结构
| 北↑ |  | 站房                                                          |  |
| 7道 |  | 0 （青茅站）衡柳铁路客车 左线 →                               |  |
| 5道 |  | ← 到发线大修厂 →                                              |  |
| Ⅲ道 |  | 0 （青茅站）衡柳铁路 → 鹧柳环线货车 下行正线（柳州站客车场）→ |  |
| Ⅰ道 |  | 0 （太阳村站）黔桂铁路 下行正线（柳州站货车场）→              |  |
| Ⅱ道 |  | ←（太阳村站）黔桂铁路 上行正线（柳州站货车场）                |  |
| 4道 |  | ← 到发线 →                                                    |  |
| Ⅵ道 |  | ←（青茅站）衡柳铁路 → 鹧柳环线货车 上行正线（柳州站客车场）   |  |
| Ⅷ道 |  | ←（青茅站）衡柳铁路客车 右线                                  |  |
| 南↓ |  | 磨太路                                                        |  |